# WTK-complex

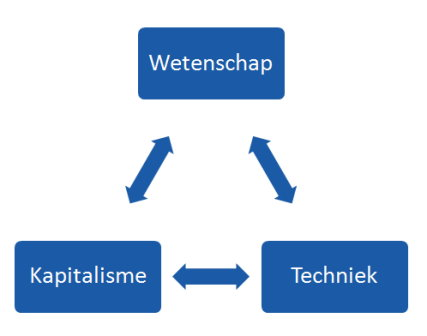
Een schematische weergave van het WTK-complex.

Het WTK-complex  is een voorstelling van de drijvende krachten in de Westerse samenleving, bedacht door de Vlaamse filosoof Max Wildiers. Het complex bestaat uit drie individuele systemen die een bijzonder onderling verband vormen: wetenschap, techniek en kapitalisme. 
In eerste instantie is ieder systeem autonoom groeiend omdat de mensheid op zich de onweerstaanbare drang kent naar verbetering. Een wetenschapper zal bijvoorbeeld streven naar nieuwe ontdekkingen, zoals een kapitalist streeft naar een groter kapitaal. In het tweede geval stuwen de drie systemen elkaar vooruit omdat zij de andere systemen mogelijkheid bieden tot groei. Zo blijkt dat als het kapitaal groter wordt, er bijvoorbeeld ook meer geïnvesteerd kan worden in wetenschappelijk onderzoek en innovatieve technologie (en omgekeerd). 
Het WTK-complex maakt ons duidelijk hoe onstuitbaar de groei van wetenschap, techniek en kapitalisme is.
Na Wildiers hebben ook andere filosofen, onder wie Etienne Vermeersch en Ton Lemaire, het begrip WTK-complex gehanteerd. Soms hanteren zij de alternatieve benaming WTE-complex (Wetenschap, Techniek, Economie).